# Millipede (mémoire)
Pour l’article homonyme, voir Millipede.

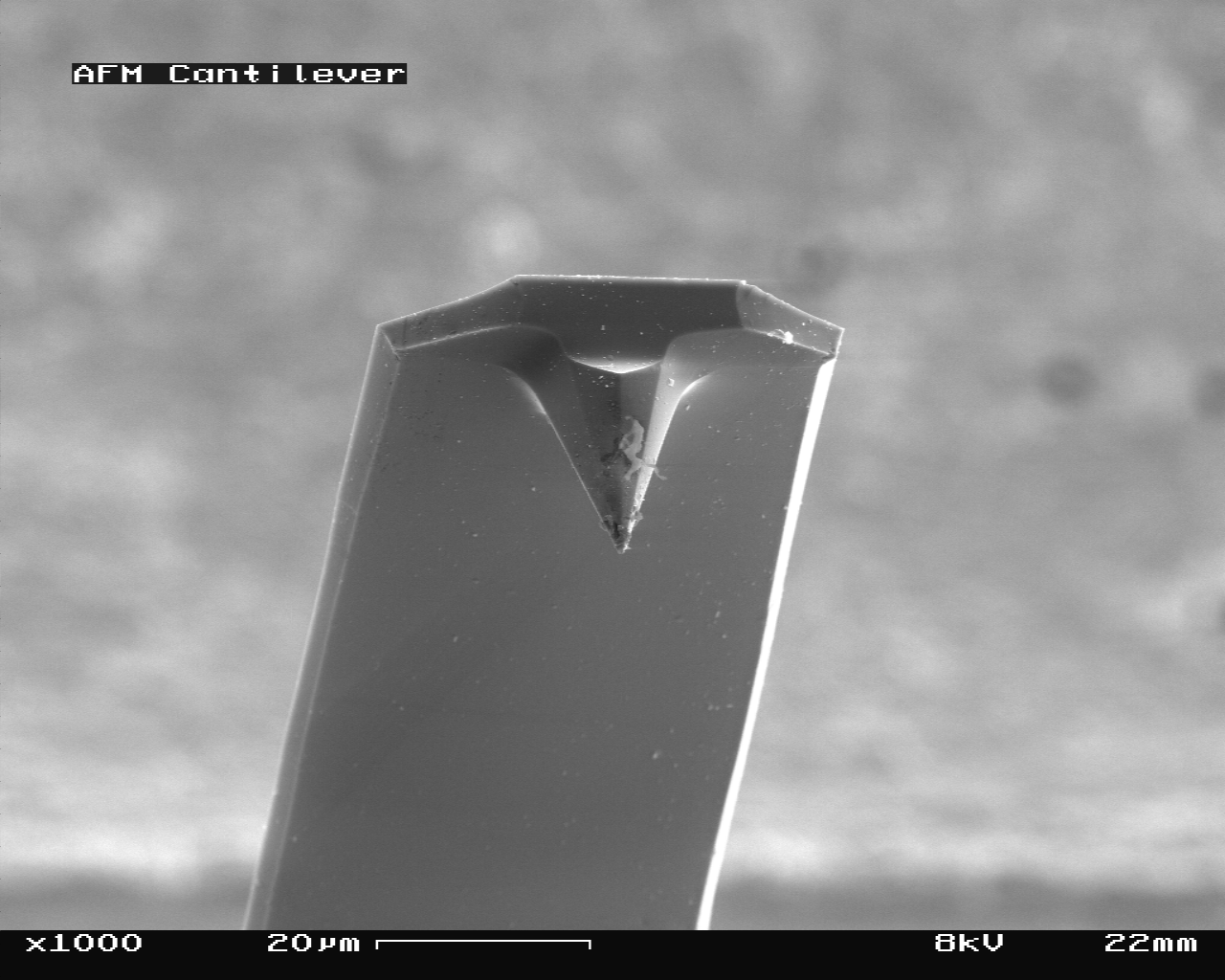
Pointe d'un microscope à force atomique (résolution 1 μm).

Le Millipede est une mémoire de masse expérimentale d’IBM mise au point dans son laboratoire de Zurich[Quand ?].
La technologie est appelée MEMS (micro-electrical-mechanical system), mais les chercheurs suisses ont surnommé leur invention « Millipede » (mille-pattes en français). Ce surnom vient du fait que l’engin utilise des milliers de « pointes » en silicium qui induisent chacune un bit de donnée sur une couche en polymère. Elle permet un stockage de 125 Go sur 6,45 mm2 avec un débit de transfert de 800 Gbit par seconde, selon les derniers essais sur la technologie.[réf. souhaitée]
Le Millipede est considéré comme très adapté aux dispositifs mobiles car ces appareils MEMS peuvent être branchés sur des supports de mémoire flash, mais ont une capacité de stockage multi gigabits pour une consommation de seulement 100 milliwatts (contre 0 au repos pour la flash).
Selon IBM, cette technologie est entièrement intégrable dans les nouveaux engins de poche, en tant que carte mémoire grande capacité, pour lecteurs MP3, PDA, clefs USB…
Lors de sa présentation en juin 2000, le Millipede reposait sur des techniques de micro usinage de silicium permettant de faire passer avec précision un substrat de silicium recouvert d’un fin film de polymères en dessous d’un ensemble de 1 024 têtes de écriture/lecture de 20 nm adressées individuellement et également réalisées en silicium.[réf. souhaitée]
Le Millipede utilise des techniques MEMS réduites afin de localiser physiquement et de fondre des orifices dans un polymère situé au-dessus d’un substrat silicium amovible. 
Les emplacements de bits sont adressés en déplaçant le substrat en dessous de la tête lecture/écriture souhaitée, laquelle est ensuite chauffée. La tension statique fait fondre le polymère, réalisant ainsi un orifice, qui peut ultérieurement être lu par la même tête lorsqu’il n’est pas chauffé. Étant donné que le polymère n’est pas détruit mais uniquement déplacé, l’effacement est opéré en utilisant la tête pour fondre le polymère déplacé jusqu’à ce qu’il coule à nouveau dans l’orifice. 
Plus de 4 000 petites pointes de silicium sont chauffées avant d’être mises en contact avec le très fin film de polymères. Ces pointes mesurent 10 nm de largeur.
Ces pointes sont issues de la technologie des microscopes AFM (à force atomique) et STM (à effet de tunnel).
Peu de temps après avoir annoncé Millipede, IBM a vendu sa division disques durs (Deskstar) à Hitachi. Aucune nouvelle information sur cette technologie n’étant apparue depuis 2006, on avait cependant cru le projet Millipede abandonné.
En avril 2010, la firme communique à nouveau sur Millipede : conservant 80 % de ses données après 10 ans de vieillissement simulé à 85 °C (ce qui fait un taux d’erreur de 8 pour 1 000 en triplant l’information comme sur un CD, ce que des codes détecteurs et correcteurs d’erreur rattrapent aisément), elle est annoncée avec un taux de transfert de 100 Go/s, c’est-à-dire nettement plus que ce que permet l’USB 3 et même le bus PCIe 4.0 (limité à 64 Go/s). 